# 18814 Ivanovsky
18814 Ivanovsky este un asteroid din centura principală de asteroizi.

## Descriere
18814 Ivanovsky este un asteroid din centura principală de asteroizi. A fost descoperit pe 20 mai 1999 la Stația Anderson Mesa în cadrul programului LONEOS. Asteroidul prezintă o orbită caracterizată de o semiaxă mare de 2,28 ua, o excentricitate de 0,11 și o înclinație de 4,7° în raport cu ecliptica.